# Rondjes
Rondjes is een lied van het Nederlandse rapduo Siggy & D1ns. Het werd in 2022 als single uitgebracht en stond in hetzelfde jaar als derde track op het album Soldatenwerk.

## Achtergrond
Rondjes is geschreven door Daan Michielsen, Sebastiën Joan Rajiv Pleijers en Sigmar Polinet en geproduceerd 23Beats. Het is een nummer dat past in de genres nederhop en trap en heeft effecten uit de westcoasthiphop. De beat werd door D1ns omschreven als een Roddy Ricch-type beat en door Siggy als een YouTube-beat. De basis van het nummer was al twee jaar voordat het nummer werd gemaakt, gelegd. Tijdens een schrijverskamp van Straight Shooters in Baarn freestylede Siggy een stukje tekst wat later door de twee werd gebruikt voor het refrein van Rondjes.
Het nummer betekende de doorbraak van het duo in de Nederlandse rapscene. Voordat het als single werd uitgebracht, ging het nummer al viraal op mediaplatform TikTok. Het nummer was al een half miljoen keer geluisterd op dat platform voordat het op verschillende streamingsdiensten beschikbaar was. 
Voor het nummer werd een videoclip opgenomen in Zandvoort, de plek waar de twee rappers vandaan komen.
Eind 2022 werd er door de rappers een remix uitgebracht. Bij deze remix werkten enkele gevestigde namen uit de Nederlandstalige hiphop mee. Dit waren DIKKE, D-Double en Kempi.

## Hitnoteringen
Het rapduo had bescheiden succes met het lied in Nederland. Het kwam tot de 68e plaats van de Single Top 100 in de twee weken dat het in deze hitlijst te vinden was. De Top 40 en haar Tipparade werden niet bereikt.